# 300 East 57th Street
300 East 57th Street es un edificio de apartamentos en la esquina de East 57th Street y Second Avenue en el barrio Midtown de Manhattan, Nueva York (Estados Unidos). Diseñado por Emery Roth y terminado en noviembre de 1947, fue uno de los primeros nuevos edificios de lujo construidos en Manhattan durante el auge inmobiliario que siguió al final de la Segunda Guerra Mundial. En 1948, solo unos meses después de la inauguración del edificio, el productor de teatro Max Jelin murió en una explosión de gas en su apartamento.
El edificio es la última dirección conocida en Nueva York de J. D. Salinger antes de aislarse en los bosques de Nuevo Hampshire. Otros inquilinos notables han incluido a Liza Minnelli, Howard St. John, Peter Allen, Rocky Graziano y Kay Thompson.